# Натальино (Добринский район)
Ната́льино — деревня Дуровского сельского поселения Добринского района Липецкой области.

## География
Деревня расположена в 3,3 км к северо-востоку от Дурово. Поселение представляет собой вытянутое с северо-запада на северо-восток жилое образование, расположенное вдоль ручья Плоскуша. К север-востоку расположен фруктовый сад, занимающий около 2,3 га.

## История
Возникло как владельческая деревня около 1791 года.
На территории деревни расположены две бывших владельческих деревни — Евгеньевка и Натальино.
На карте Менде 1862 года обозначены как два населённых пункта.
Владельцем первого был князь Юрий Николаевич Голицын. Деревня, вероятно, получила название в честь старшего сына Ю. Н. Голицына — Евгения.
В 1847 г. проведено новое межевание земли, землевладельцем значился коллежский советник и кавалер Григорий Борисович Бланк.
Возможно, название села происходит от имени жены Григория Борисовича — Натальи Васильевны (урожденной Карцевой).

## Население
- 1862 — 125 жителей[5].
- 1914 — 411 жителей[6].
- 2010 — 90 жителей[7].

## Известные уроженцы
- Цыганов, Дмитрий Арсентьевич — полный кавалер ордена Славы.